# Summer Phoenix
Summer Joy Phoenix (født 10. december 1978 i Winter Park, Florida i USA) er en amerikansk skuespillerinde, model og designer. Hun er den yngste søskende af den afdøde River Phoenix, Rain Phoenix, Joaquin Phoenix og Liberty Phoenix og var gift med skuespiller og filminstruktøren Casey Affleck.
Summer var barneskuespiller og sikrede sig en agent sammen med sine brødre og søster i en alder af to, og startede med at have gæste-roller i serier som Hun så et mord, Growing Pains og Airwolf. Hun optrådte i tv-filmen Kate's Secret og i Russkies, hvor hun spillede lillesøster til hendes rigtige bror Joaquin. Phoenix dukkede op i Wasted, The Laramie Project, SLC Punk!, Dinner Rush, The Believer, og The Faculty. Hun spillede hovedroller i Esther Kahn (2000) og Suzie Gold (2004).
Hun var medlem af rockbandet The Causey Way med sin søster Rain.
Hun gik på New York Universitys Tisch School of the Arts, men forlod stedet inden afgangseksamen for at forfølge en filmkarriere.

## Privatliv
Hun blev forlovet med Casey Affleck den 25. december 2003 og fødte en søn, Indiana August, den 31. maj 2004 i Amsterdam. Phoenix og Affleck giftede sig den 3. juni 2006 i Savannah, Georgia og fik en anden søn, Atticus, den 12. januar 2008.[kilde mangler]